# Бересфорд, Уильям Карр
Уи́льям Карр Бе́ресфорд (англ. William Carr Beresford, 1st Viscount Beresford, 1st Count of Trancoso, 1st Marquess of Campo Major; в дореволюционных русских источниках: Вильям Чарльз (ошибочно) Бересфорд; 2 октября 1768 года, Ирландия — 8 января 1854 года, Килндаун, Англия) — виконт, английский генерал, маршал Португалии.

## Биография
Родился 2 октября 1768 года в Ирландии; внебрачный сын 1-го маркиза Уотерфорда. В 1785 году вступил в британскую армию, служил в 6-м пехотном полку. В 1786 году из-за неосторожного обращения с ружьём потерял глаз, но продолжил службу и в 1791 году был произведён в капитаны 69-го пехотного полка. Принимал участие в военных действиях под Тулоном в 1793 году, в Египте в 1799—1803 годах, и при занятии мыса Доброй Надежды в 1805 году.
В 1806 году Бересфорд сражался в Южной Америке и, командуя небольшим отрядом, взял Буэнос-Айрес, но принуждён был капитулировать и после шестимесячного пребывания в плену сумел бежать в Англию.
В 1807 году Бересфорд, выступая от имени португальского короля, покорил остров Мадейру и был назначен его губернатором. С 7 марта 1809 года Бересфорд командовал Португальской армией и совершил с нею все походы на Пиренейском полуострове, в том числе он командовал португальско-английскими войсками в кровавом сражении при Альбуэре в 1811 году, где сумел разбить Сульта.
В июле того же года Бересфорд, находясь в Лиссабоне, испытал сильный нервный приступ и на некоторое время был вынужден оставить армию. Вернувшись к действующим войскам в феврале 1812 года, он сопровождал Веллингтона и находился в при взятии Сьюдад-Родриго и Бадахоса. В сражении при Саламанке 22 июля 1812 года Бересфорд командовал португальскими частями армии Веллингтона и внёс вклад в победу над маршалом Мармоном, при этом он был тяжело ранен. Проведя полгода на излечении в Лиссабоне, Бересфорд в начале 1813 года был произведён в маршалы Португалии и назначен заместителем Веллингтона; с переносом войны на юг Франции действовал там против французов. 13 марта 1814 года Бересфорд вместе с герцогом Ангулемским вступил в Бордо, где провозгласил Людовика XVIII королём Франции.
По окончании Наполеоновских войн сделан пэром и назначен английским уполномоченным в Бразилии. С 1815 года Бересфорд командовал сухопутными вооружёнными силами Португалии в звании генералиссимуса и на этом посту по сути правил от имени находившегося в Бразилии короля Жуана VI, однако из-за конфликта с высшими португальскими офицерами в 1820 году вынужден был оставить этот пост.
Вернувшись в Англию, Бересфорд подвергся резким нападкам за свою деятельность в Испании, в частности военный историк полковник Уильям Нэйпиер в своей «Истории Пиренейской войны» жёстко раскритиковал тактику Бересфорда в сражении при Альбуэре. Однако Веллингтон высоко ценил Бересфорда как организатора и, в случае своей смерти, рекомендовал его на должность Главнокомандующего британской армией. Сам Бересфорд активно выступил в печати, подробно описав в статьях и отдельных изданиях свою деятельность на Пиренейском полуострове.
Также Бересфорд был назначен губернатором Джерси и был последним, кто занимал эту должность.
С 1811 по 1814 год Бересфорд являлся членом британского парламента от графства Уотерфорд.
Среди прочих наград Бересфорд имел британские ордена Бани, Гвельфов и португальский орден Башни и Меча.
Последние годы жизни Бересфорд отошёл от активной деятельности и провёл их в своём имении в Килндауне (графство Кент, Англия), где скончался 8 января 1854 года.

## Титулы
В награду за заслуги в борьбе с французами он был возведен в пэрство Соединенного королевства с титулом:
- барона Бересфорда, из Альбуеры и Дангарвана в графстве Уотерфорд в 1814 году;
- виконта Бересфорда, из Бересфорда в графстве Стаффордшир в 1823 году.

Португальский король Жуан VI в разное время пожаловал Бересфорду титулы:
- графа де Транкозо[порт.] декретом от 13 мая 1811 года;
- маркиза де Кампо Мажор[порт.] декретом от 17 декабря 1812 года;
- герцога де Эльвас[порт.] в 1817 году.